# ماوریسیو ۲۱۶۴۲۸
سیارک ۲۱۶۴۲۸ (به انگلیسی: 216428 Mauricio، نامگذاری:2008YN8) دویست و شانزده هزار و چهارصد و بیست و هشتمین سیارک کشف شده‌است که در ۲۳ دسامبر ۲۰۰۸ کشف شد.